# Kabūdeh-ye Pā'īn
Kabūdeh-ye Pā'īn (persiska: کبوده پائین, Kabūdeh-ye Soflá, Kabūdeh-ye Pā’īn) är en ort i Iran.   Den ligger i provinsen Kermanshah, i den västra delen av landet, 400 km väster om huvudstaden Teheran. Kabūdeh-ye Pā'īn ligger 1 448 meter över havet och antalet invånare är 119.
Terrängen runt Kabūdeh-ye Pā'īn är kuperad åt sydväst, men åt nordost är den platt. Runt Kabūdeh-ye Pā'īn är det ganska tätbefolkat, med 185 invånare per kvadratkilometer. Närmaste större samhälle är Kermānshāh, 5,1 km nordväst om Kabūdeh-ye Pā'īn. Trakten runt Kabūdeh-ye Pā'īn består till största delen av jordbruksmark.